# Gosie Małe (gromada)
Gosie Małe – dawna gromada, czyli najmniejsza jednostka podziału terytorialnego Polskiej Rzeczypospolitej Ludowej w latach 1954–1972.
Gromady, z gromadzkimi radami narodowymi (GRN) jako organami władzy najniższego stopnia na wsi, funkcjonowały od reformy reorganizującej administrację wiejską przeprowadzonej jesienią 1954 do momentu ich zniesienia z dniem 1 stycznia 1973, tym samym wypierając organizację gminną w latach 1954–1972.
Gromadę Gosie Małe z siedzibą GRN w Gosiach Małych utworzono – jako jedną z 8759 gromad – w powiecie łomżyńskim w woj. białostockim, na mocy uchwały nr 18/V WRN w Białymstoku z dnia 4 października 1954. W skład jednostki weszły obszary dotychczasowych gromad Gosie Małe, Zanie, Podłatki Małe, Podłatki Duże, Łubnice Krusze, Krusze Łubnice, Gosie Duże i Cholewy oraz miejscowość Wiśniówek wieś z dotychczasowej gromady Wiśniówek ze zniesionej gminy Kołaki w tymże powiecie. Dla gromady ustalono 11 członków gromadzkiej rady narodowej.
13 listopada 1954 roku gromada weszła w skład nowo utworzonego powiatu zambrowskiego.
31 grudnia 1959 gromadę Gosie Małe zniesiono włączając jej obszar do gromady Kołaki Kościelne.